# Pavel Pípal
Pavel Pípal (11. dubna 1938 Pelhřimov – 15. prosince 2012 Praha) byl český divadelní a filmový herec, dabér a voiceover.
Hrál v několika desítkách filmů a televizních inscenací, včetně pohádek. Jeho charakteristický hlas byl využíván v rozhlasových hrách (např. dramatizace knih Julese Verna) a v dabingu (např. jako Scotty ve Star Treku nebo jako Gimli v trilogii Pán prstenů), často ohlašoval mimo obraz denní program TV Nova.

## Divadelní angažmá
- Hradecké loutkové divadlo (1958–1961 jako loutkoherec)
- oblastní divadla ve Varnsdorfu a v Chebu
- Divadlo J. K. Tyla v Plzni (1965–1979)
- Městská divadla pražská (1980–1991)
- Divadlo ABC (1991–2000)

Do divadelního důchodu odešel v roce 2000.

## Práce pro rozhlas
- 1993 Václava Ledvinková: A pak že nejsou hastrmani. Na motivy pohádky Jana Drdy pro rozhlas napsala Václava Ledvinková. Hudba Tomáš Vránek. Dramaturgie Eva Košlerová. Režie Karel Weinlich. Účinkují: Michal Dlouhý, Jiří Langmajer, Vlastimil Brodský, František Němec, Sylva Sequensová, Alois Švehlík, Antonín Molčík, Pavel Pípal, Ladislav Mrkvička, Tereza Duchková, Václav Neckář, Mirko Musil, Antonín Hardt, Gaston Šubert, Pavel Karbusický a Jiřina Inka Šecová.[1]
- 1996 Zdeňka Psůtková: Noc v Čechách. Epizoda ze života spisovatelky madame de Staël, dramaturgie Jarmila Konrádová, režie Markéta Jahodová, hráli: Jana Hlaváčová, Luděk Munzar, Ivan Trojan, Pavel Pípal, Jan Teplý a Rudolf Kvíz. Český rozhlas 1996.[2]
- 1999 Dmitrij Sergejevič Merežkovskij: Leonardo da Vinci, desetidílný rozhlasový seriál. Z překladu Anny Teskové připravil dramatizaci Roman Císař, v dramaturgii Jany Paterové režírovala Markéta Jahodová. Osoby a obsazení: Leonardo da Vinci (Viktor Preiss), Giovanni /Antonio/ Boltraffio (Tomáš Petřík), Cipriano Buonaccorsi (Karel Pospíšil), Grillo (Stanislav Fišer), Antonio da Vinci (Rostislav Čtvrtlík), Giorgio Merula (Vladimír Ráž), Strocco (Pavel Pípal), Faustino (Rudolf Kvíz), Girolamo Savonarola (Jiří Zahajský), Cesare da Sesto (Vladimír Dlouhý), Salaino, vl.jm. Gian Giacomo Caprotti (Jan Hrubec), Marco d'Oggione (Zdeněk Hruška), Mona Cassandra (Lenka Krobotová), Zoroastro (Alois Švehlík), dvorní topič (Steva Maršálek) a další. Hudba: Lukáš Matoušek.[3]